# 創星の樹
『創星の樹』（そうせいのき）は栗府二郎/著、しろー大野/イラストのライトノベル。電撃文庫（メディアワークス）より2000年4月から2001年12月まで全3巻が刊行された。

## あらすじ
リュードは、同じ村の仲間達と一緒に機械の死体を探すべく、「棄械工原」をめざす。「棄械工原」で機獣に襲われたリュードは、女性型機械人・翠桜に助けられる。彼女の言葉により、「血錆廃地」へ向かったリュードは、セイリンという亜人の少女と出会う。

## 登場人物
リュード
主人公。辺境の村ヒラに住み、「薬草採り」の叔父オロイに育てられる。友人のアウルに誘われ、棄械工原へと機械の死体を探しに行く際、機獣に襲われる。その後、血錆廃地（けっせいはいち）でセイリンと出会う。その時に「流浪翁」と名乗った機械の補助脳（サブ・ブレイン）に「樹的記憶再生者」とされ「樹霊（エコー）」を右手に貼り付けられる。
セイリン
亜人（フェイ）の少女。亜人の予言者「夢姫」の候補者にして「暗黒夢（ダーク・ドリーム）」。
アウル
リュードの友人で十五歳の青年。ヒラの村の宿屋の息子。
オロイ
リュードの叔父でヒラの村の“薬草採り”。謎の多い人物。
リアン
セイリンの師匠。亜人の「夢姫」だが、変わり者の「夢姫」として有名。
スオウ
亜人の戦士でセイリンの幼馴染み。父親を人間に殺され、人間を憎んでいる。
翠桜（すいおう）
「棄械工原」の墓守。女性型機械人で、未来を視る事ができる。
翠柳（すいりゅう）
風治公社の「助言機」（カウンセラー）。女性型機械人で、翠桜の双子の姉妹。交渉のエキスパートマシン。
炎綬（えんじゅ）・アンディ
火治公社の「隠し走査機」（シークレットスキャナ）。男性型機械人だが、外見は人間そのもの。人間を装う際にはアンディと名乗る。
アズラ・シン
「伝承師」の一人。古詩の吟詠に優れているため、“詩詠みアズラ”と呼ばれる。
銀黒（ギンコク）
風治公社の「走査機」（スキャナ）。男性型機械人で、交渉のサポートマシン。
マイト・ライレー
元舞闘師で、アズラの友人。剣の達人だが、現在はバンドの傭兵。
鉄蜥蜴（ツッパシリ）
小型の「走査機」（スキャナ）。簡単な修理機能も有する、好奇心旺盛な機械。

## 設定
大離散（だいりさん）
機械達が情報とシステムの大部分を一瞬にして失った災厄。「禍王」が生み出した災厄ともいわれ、現存している「大離散」以前の情報は「公詩」のみ。
禍王（かおう）
「大離散の元凶」とも「大離散の落とし子」とも呼ばれ、「補助脳」（サブ・ブレイン）が「狂った神霊」と呼んだ存在。この存在の出現により、「暗黒機」と呼ばれる機械が誕生した。

## 既刊一覧
- 栗府 二郎（著）・しろー大野（イラスト）、メディアワークス〈電撃文庫〉、全3巻
  - 『創星の樹1 ダーク・ドリーム・プリンセス』、2000年4月25日初版発行（4月10日発売[1]）、ISBN 9784840214889
  - 『創星の樹2 リシュール・ザ・ブルーフィンガー』、2001年1月25日初版発行（2000年12月21日発売[2]）、ISBN 9784840217088
  - 『創星の樹3 ストーン・エッジ』、2001年12月25日初版発行（12月10日発売[3]）、ISBN 9784840218788